# Київський коледж мистецтв та дизайну
Фаховий коледж мистецтв та дизайну Київського національного університету технологій та дизайну — заклад фахової передвищої освіти II рівня акредитації, який функціонує у місті Києві в Україні.

## Відомості
Заснований у 1959 році як Республіканський технологічний технікум. 
У 1993 році реорганізовано в Київський технологічний технікум.
У 1999 році навчальний заклад реорганізований в Інститут післядипломної освіти працівників сфери побутового обслуговування населення.
У 2004 році Інститут післядипломної освіти працівників сфери побутового обслуговування населення реорганізований у Коледж шляхом приєднання до Київського національного університету технологій та дизайну.
У 2008 році коледж КНУТД перейменований у Коледж мистецтв та дизайну Київського національного університету технологій та дизайну.

## Керівництво

### Директори
- Хмелевська Любов Петрівна.